# Goto (Teleskop)

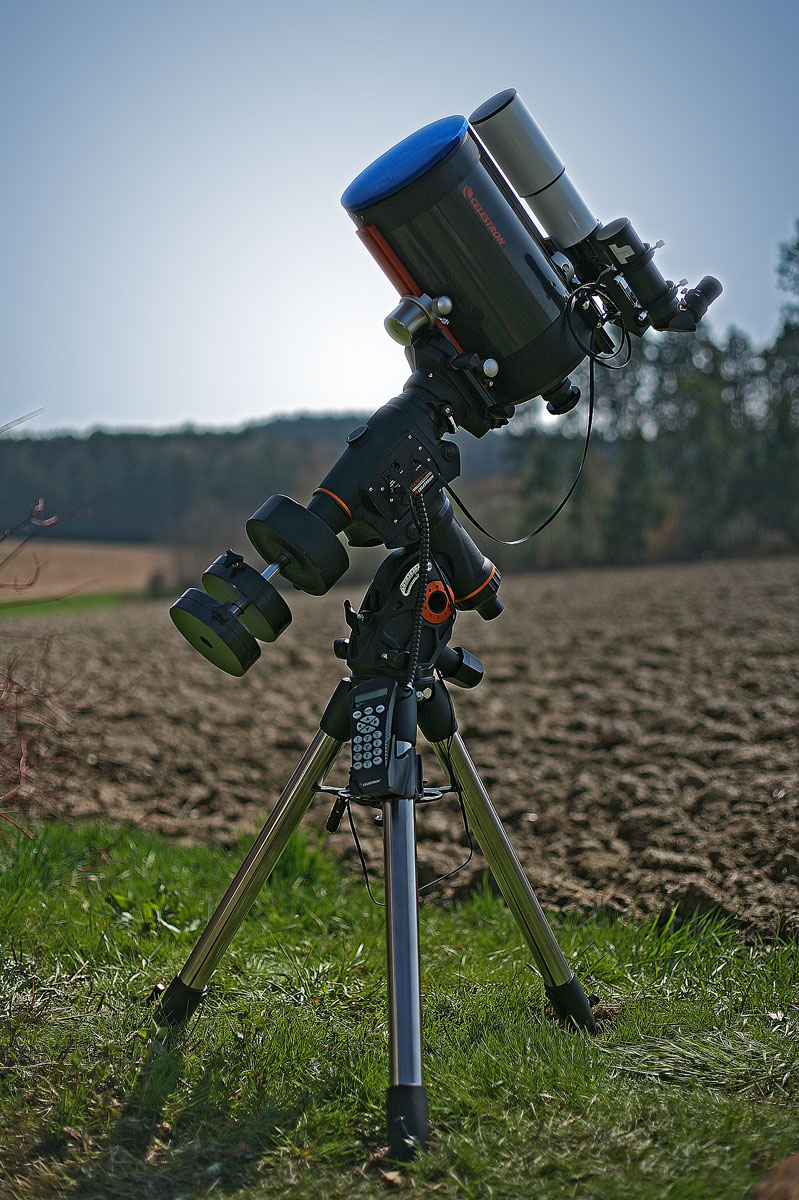
Äquatoriale Goto-Montierung mit Hauptrohr (8 Zoll) und Leitfernrohr

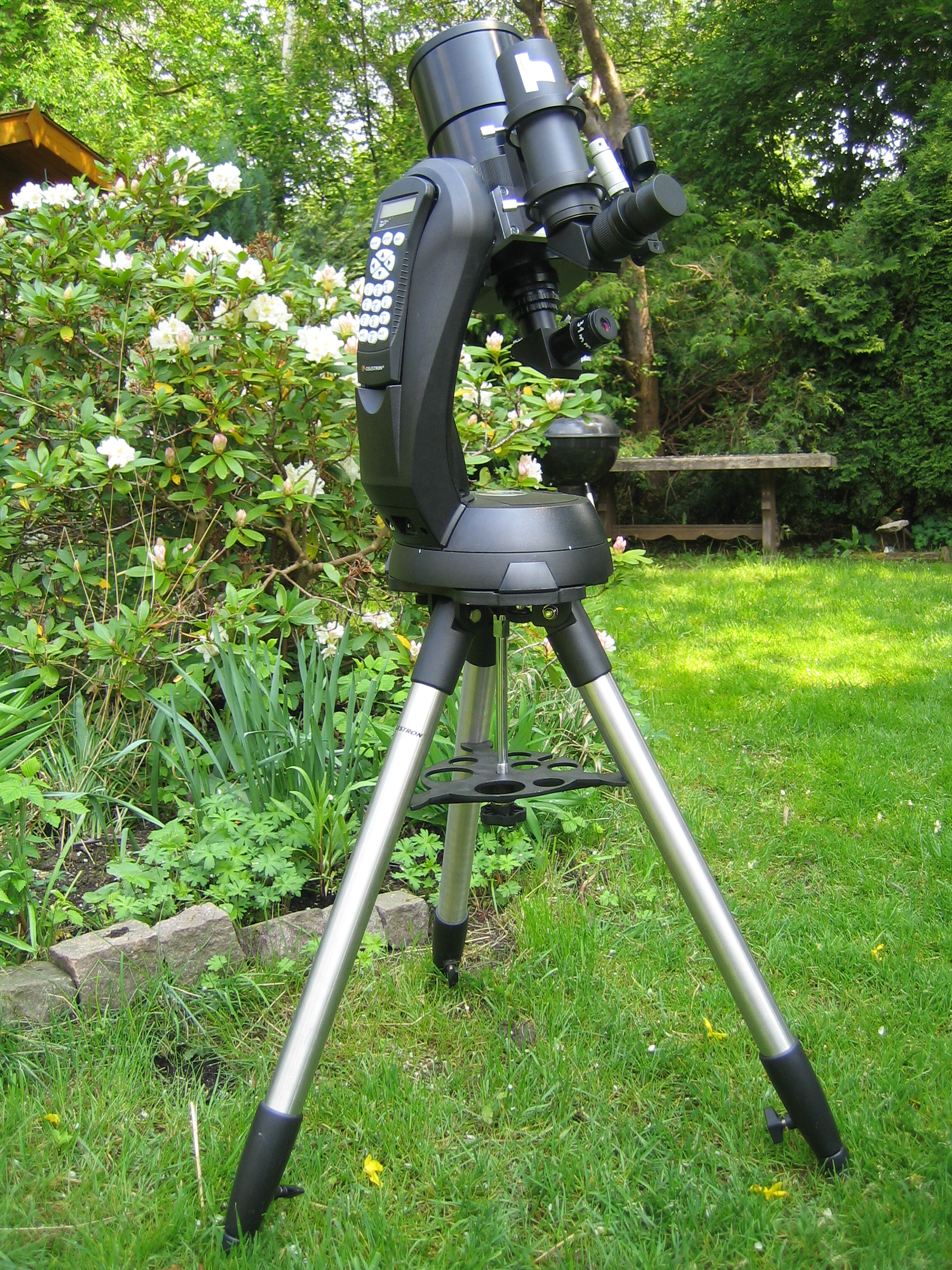
Azimutale Einarm-Goto-Montierung

Go to oder Goto (engl. gehe zu …) bezeichnet eine Eigenschaft bei der Montierung astronomischer Teleskope, die ein halb- oder vollautomatisches Auffinden von Beobachtungsobjekten ermöglicht. Es kann eine Ergänzung vorhandener Stellmotoren um eine Steuerungselektronik oder eine ins Teleskop integrierte Computersteuerung sein. Eine mit Go-to ausgerüstete Montierung erhöht nicht die Genauigkeit der Nachführung der scheinbaren Sternbahnen, sondern erleichtert lediglich das Auffinden der Gestirne.

## Typen
Schon bei Amateurfernrohren bieten viele Hersteller fertig konfektionierte Montierungen an, jedoch auch Nachrüstsätze. Im zweiten Fall muss die Montierung lediglich die Möglichkeit besitzen, an beiden Achsen Servomotoren anbringen zu können. Diese Motoren können im einfachsten Fall die Erddrehung ausgleichen und auch die Fernrohrmontierung berührungsfrei verstellen. Ersetzt man nun die einfache Stromschaltung für die Motoren durch einen speziellen Steuercomputer, hat man bereits eine Go-to-Steuerung. Dieser kleine Computer ist mit einer Hand zu halten und kleiner als ein Taschenbuch. Auch ein PDA eignet sich für Goto-Steuerungen (ein entsprechendes Programm vorausgesetzt), wenn eine Zusatzausrüstung die hohen Ströme bereitstellt, welche die Stellmotoren benötigen.
Goto-Montierungen gibt es sowohl für äquatoriale (parallaktische) als auch für azimutale Montierungen. Bei ersteren erfolgt die Nachführung um die zum Himmelspol ausgerichtete Stundenachse, im zweiten Fall werden beide Stellmotoren zum Ausgleich der Erddrehung angesteuert. Dabei findet jedoch eine Verdrehung des beobachteten Feldes statt, was Sterne auf länger belichteten Fotos zum Rand hin immer mehr zu Strichen verzieht. Zum Ausgleich lassen sich azimutale Montierungen mit einer Polhöhenwiege nachrüsten.

## Funktion

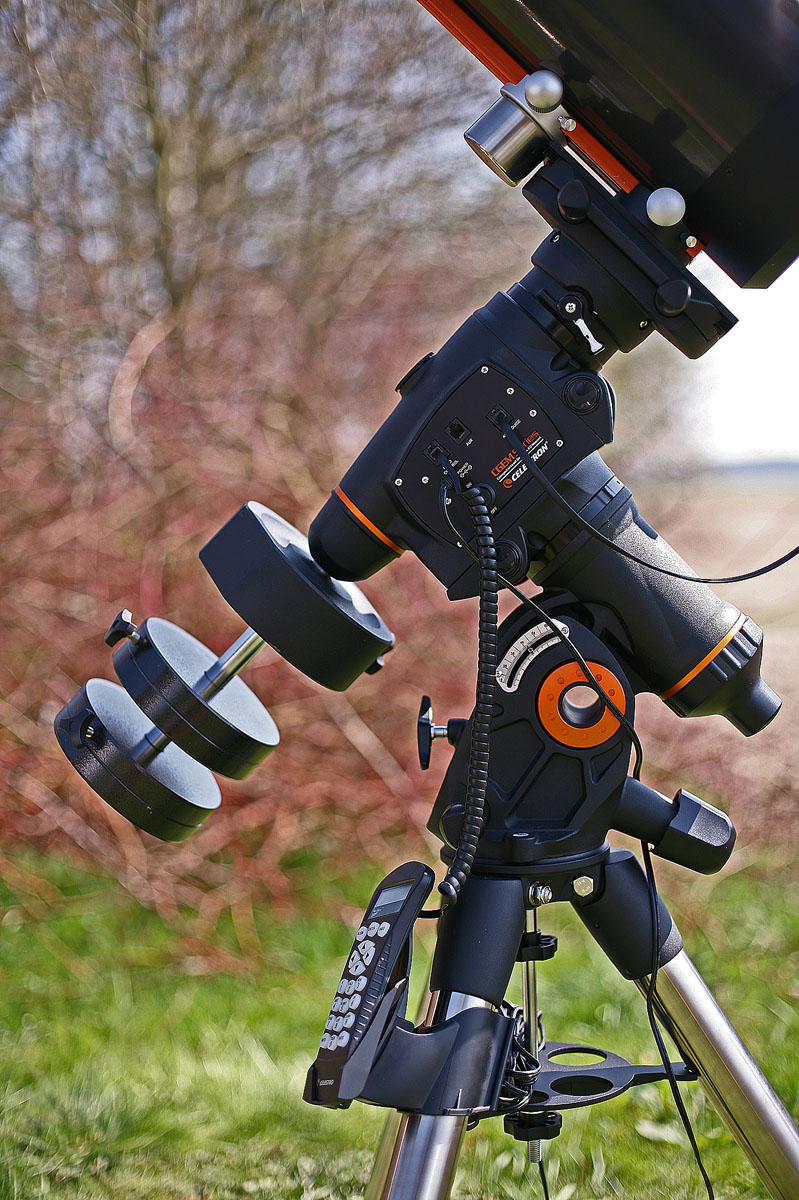
Steuercomputer in der Montierung, am Stativbein: Steuergerät

Der Steuercomputer befindet sich entweder
- in der Steuerbox oder
- einem eigenen Gehäuse oder
- im Innern der Montierung in der Nähe der Stellmotoren.

In den Steuercomputer ist ein Modell des Sternenhimmels programmiert, welches vom Benutzer an die tatsächlichen Gegebenheiten dadurch angepasst wird, dass er die Montierung richtig aufstellt. Stimmen Computermodell und Wirklichkeit überein, kann auf die eingebaute Datenbank an Objekten zugegriffen werden. Üblicherweise sind alle, mit amateurastronomischen Mitteln beobachtbaren Objekte bereits eingespeichert. Dazu gehören sämtliche Planetenbahnen und daraus folgend deren momentane Positionen, alle Objekte des Messier-Kataloges, des New General Catalogue und dessen Indizes. Außerdem besitzen manche Computer auch Kataloge von Abell, Collinder etc. und Kataloge über die 88 Sternbilder der Antike bis hin zum SAO-Katalog mit seinen 259.000 Objekten. Ist das gewünschte Objekt nicht in einem der Kataloge enthalten, kann seine Position auch direkt durch Angabe der Koordinaten eingegeben werden. Befindet sich das Objekt dabei unterhalb des Horizontes des Beobachters, wird eine entsprechende Warnung ausgegeben oder bei einer Suche werden nur Objekte vorgeschlagen, die sich auch oberhalb des Horizontes befinden. Nach der Eingabe wird die Montierung an die Zielposition bewegt. Die Bewegungsgeschwindigkeit ist von der Stärke der Stellmotoren abhängig, es können jedoch durchaus Geschwindigkeiten von 6° pro Sekunde erreicht werden.
Kleinplaneten oder Kometen sind meistens nicht erfasst und müssen aus anderen Datenbanken übertragen werden. Dazu verfügen die Computer der Goto-Montierungen über einen eigenen Eingang, meistens eine serielle Schnittstelle. Über ein spezielles Protokoll, z. B. das Ascom-Protokoll oder LX200 kann nun das Astronomieprogramm eines Computers – im Feldeinsatz idealerweise ein Notebook – die Steuerung der Montierung übernehmen und ergänzen und erweitern.
Befindet sich der Steuercomputer innerhalb der Montierung, so gibt es zusätzlich ein Handgerät, die sog. Steuerbox. Über sie wird das gesamte Gerät bedient. Mit vier Richtungstasten kann die Montierung in verschiedenen, einstellbaren Geschwindigkeiten bewegt werden, über ein Zahlenfeld oder ähnliche Tasten sind weitere Eingaben möglich.
Die Stromversorgung erfolgt üblicherweise mit 12 Volt Gleichstrom über einen Zigarettenanzünder-Stecker aus dem Automobilbereich. Mittlere Teleskope bis etwa zum Achtzöller (20 cm Objektiv- oder Spiegelgröße) sind zusätzlich meist mit einem Akkufach für 8 Baby- oder Mignonzellen ausgerüstet. Für größere Teleskope gibt es Systeme mit bis zu 40 Volt und entsprechend stärkeren Strömen, um auch schwere Montierungen mit angemessener Geschwindigkeit bewegen zu können.

## Bedienung
Zunächst wird die Montierung am Polarstern ausgerichtet (das sogenannte „Einnorden“). Falls nicht mit einem GPS-Modul ausgerüstet, muss (einmalig) Datum, Uhrzeit und der Längen- und Breitengrad des eigenen Standortes eingegeben werden. Diese Daten werden auch im ausgeschalteten Zustand gespeichert, teilweise werden Datum und Uhrzeit fortgeführt. Verfügt die Montierung über Klemmen zum Auskuppeln der Motoren, damit per Hand geschwenkt werden kann, dürfen diese Klemmungen für alle folgenden Schritte nicht mehr gelöst werden. Die Montierung wird ausschließlich elektrisch über Tastenbedienungen mittels der Stellmotoren bewegt.
Es werden als erstes ein bis drei Himmelsobjekte angesteuert und über ein Suchfernrohr und in einem weiteren Schritt mit einem Fadenkreuzokular im Hauptrohr justiert und deren Position dem Computer mitgeteilt (engl. alignment). Es können sämtliche, mit bloßem Auge sichtbaren Objekte ausgewählt werden. Selbst am Tag kann eine Justierung an hellen Planeten, dem Mond und – mit besonderer Vorsicht – auch der Sonne durchgeführt werden. Aus diesen Positionen errechnet der Steuercomputer nun die Position der Montierung im Verhältnis zu der des Himmelsmodells. Bei einer azimutalen Montierung genügt bereits ein einzelnes Objekt, die Genauigkeit für weitere Objekte ist dann aber gering. Bei einer parallaktischen Montierung genügen zwei Objekte, hier empfiehlt es sich aber noch ein drittes Objekt im selben Meridian anzusteuern.
Nun kann der Anwender das gewünschte Beobachtungsobjekt aus den Listen der Montierung heraussuchen oder dessen Position direkt eingegeben. Die Motoren der Montierung bewegen das Fernrohr nun auf die errechnete Position des Objektes. Befindet sich dieses anschließend nicht exakt in der Mitte des Gesichtsfeldes, kann der Montierung eine Korrekturposition mitgeteilt werden und die Objekte in der Umgebung werden daraufhin genauer angefahren. Dies ist oft notwendig bei sehr lichtschwachen Objekten, die mit bloßem Auge nicht mehr sichtbar sind. Ein möglichst naher, heller Stern wird als Rechenbasis verwendet und anschließend das (unsichtbare) Objekt angefahren und mit einer fotografischen Langzeitbelichtung sichtbar gemacht.
Die Montierung beginnt nach der Fahrt auf das jeweilige Objekt sofort, die Erddrehung durch die motorisierte Gegenbewegung auszugleichen. Ein Getriebespiel kann dieses Nachführen jedoch um bis zu eine Minute verzögern (das sog. Backlash), es ist daher möglich, eine Überbrückungsfahrt der Motoren zu programmieren, die diese Verzögerung minimiert. Manche Montierungen fahren bei Bewegungen von West nach Ost bewusst über das Ziel hinaus und nähern sich mit verringerter Geschwindigkeit dem Objekt von Osten her an; sie bewegen sich also wieder mit der Fahrtrichtung West und verringern die Geschwindigkeit immer mehr, bis das Zielobjekt erreicht ist. Mit der Methode ist das Getriebespiel bereits ausgeglichen.
Bei manchen Modellen ist auch eine automatische Methode für die Ausrichtung nach dem Himmelspol eingebaut. Sie entspricht der klassischen Scheiner-Methode (auch „Einscheinern“ genannt) und errechnet aus meist 2 eingestellten Sternen die Drehmatrix zwischen Instrumenten- und Himmelskoordinaten. Bei präzisen Stellmotoren erhöht dies die Nachführgenauigkeit beträchtlich, da eine exakte Justierung auf den Himmelspol für astrofotografische Aufnahmen erforderlich ist.

Eine noch höhere Genauigkeit wird erst durch eine Nachführkorrektur erreicht, z. B. mit einem Leitfernrohr. Dies kann auch automatisiert über einen zusätzlichen Computer geschehen; Goto-Geräte besitzen dafür häufig einen so genannten Autoguider-Eingang. Ist dieser nicht vorhanden, kann mit Einschränkungen auch über den Dateneingang korrigiert werden.